# Coloeus
Coloeus Kaup, 1829 è un genere di uccelli passeriformi appartenente alla famiglia Corvidae.

## Etimologia
Il nome scientifico del genere, Coloeus è una latinizzazione del greco κολοιός (koloios), che è poi il nome greco delle taccole.

## Descrizione

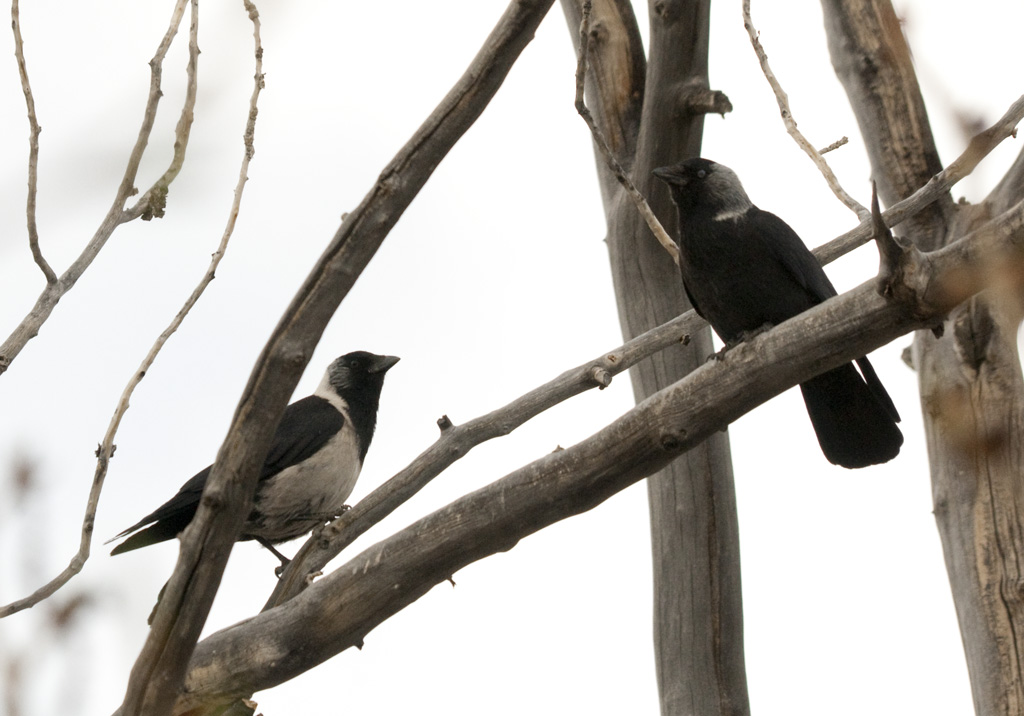
A sinistra C. dauuricus, a destra C. monedula: foto scattata nellAltaj.

Le taccole sono uccelli di medie dimensioni (34-39 cm, che le rendono fra i corvidi di minori dimensioni) dall'aspetto simile a quello di cornacchie in miniatura, munite di grossa testa con collo largo, occhi in posizione frontale e piuttosto vicini al becco, il quale è conico, robusto e appuntito, ricoperto da piume setolose per circa il 40% superiormente e per circa un quarto inferiormente: le zampe sono forti, le ali appuntite e digitate, la coda non molto lunga e dall'estremità squadrata.

Il piumaggio presenta una certa variabilità individuale, ma è in genere nero su testa, petto e area dorsale e più chiaro (grigio-nerastro o grigio-biancastro a seconda della specie) sul resto del corpo: la taccola eurasiatica presenta dei caratteristici occhi di colore quasi bianco.

## Biologia
Le taccole sono uccelli diurni, sociali e molto intelligenti, che vivono in stormi generalmente a base familiare nei quali vige una rigida gerarchia: onnivori, generalmente in questi animali la componente vegetale della dieta è di molto preponderante rispetto a quella animale.

La riproduzione avviene in primavera inoltrata: i nidi a coppa vengono costruiti in colonie in cavità di alberi o di edifici, e le varie fasi della riproduzione vengono portate avanti da ambedue i partner (si tratta infatti di uccelli rigidamente monogami), talvolta aiutati da altri membri della colonia che non si sono riprodotti. I giovani rimangono piuttosto a lungo sotto le cure parentali, e anche dopo l'indipendenza raramente lasciano lo stormo d'appartenenza.

## Distribuzione e habitat
Il genere ha distribuzione paleartica: le due specie abitano infatti le aree boschive circondate da zone cespugliose e prative (oltre a colonizzare senza problemi le aree antropizzate) di Europa, Asia centrale e Maghreb (la taccola eurasiatica) e dell'Estremo Oriente (la taccola della Dauria).

## Tassonomia
Il genere comprende due specie:
- Coloeus monedula (Linnaeus, 1758) - taccola eurasiatica
- Coloeus dauuricus (Pallas, 1776) - taccola della Dauria

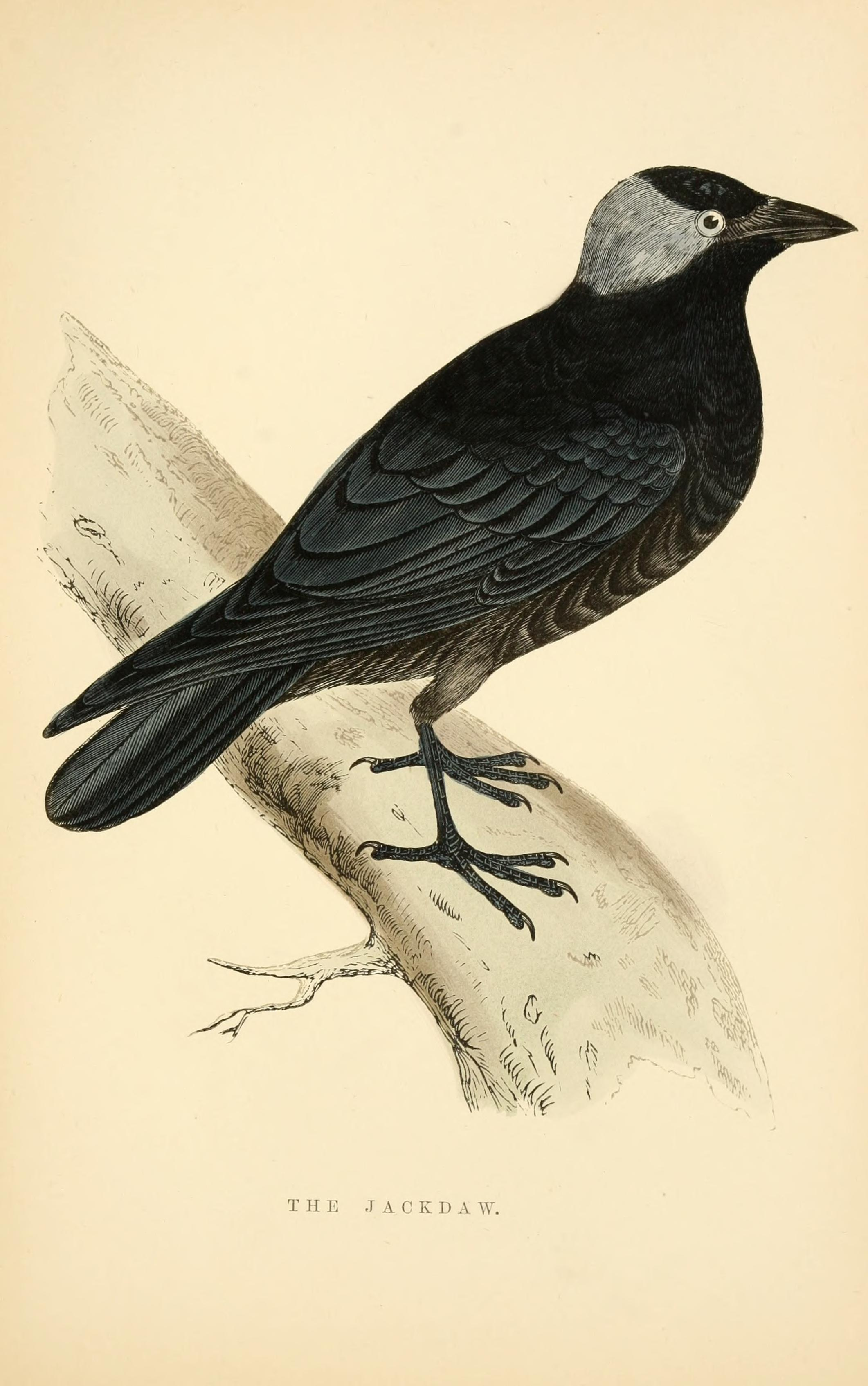
C. monedula.

Entrambe le specie erano in passato attribuite al genere Corvus col rango di sottogenere, al quale sono affini ma rispetto al quale sono molto basali, sicché se ne ritiene corretta l'elevazione al rango di genere a sé stante: anche l'accorpamento della taccola della Dauria a quella eurasiatica col rango di sottospecie, sebbene frequentemente adottato, viene rigettato, in quanto le due popolazioni presentano differenze nei richiami e tendono a non ibridarsi nelle aree in cui il loro areale viene a sovrapporsi.